# Complexo Eólico Cristalândia

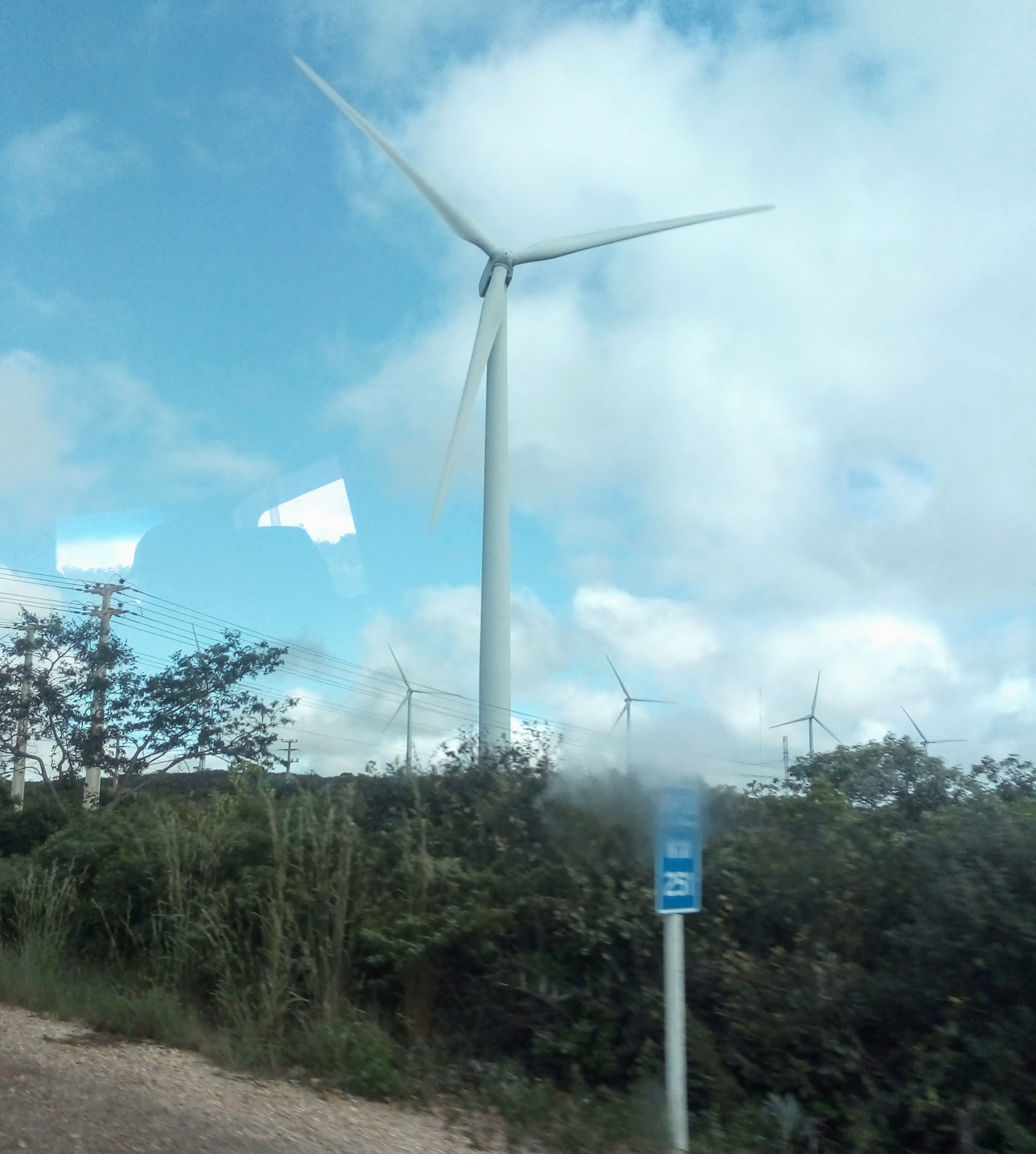
Torres eólicas no Parque Eólico Cristalândia

O Parque Eólico Cristalândia é um complexo eólico localizado no distrito de Cristalândia, no município brasileiro de Brumado. É o sexto a ser construído no Estado.
O parque opera em 90 megawatt, mais de 350 gigawatt por hora ao ano, com capacidade para atender cerca de 170 mil famílias. Inicialmente foi investido o valor de cerca 190 milhões de dólares. O projeto foi premiado pelo Leilão de Fontes Alternativas (LFA) em abril de 2015, e a Enel Green Power Brasil Participações Ltda (EGPB) assinou contrato de fornecimento de energia eólica na região por 20 anos, a partir de 2017. O complexo entrou em operação em 24 de julho de 2017. Com seu funcionamento, o Brasil passa a reduzir em 118 mil toneladas a emissão de dióxido de carbono (CO2).
Embora o projeto vise à instalação da maior parte do parque em território brumadense, uma parcela das torres serão instaladas também entre os municípios de Dom Basílio e Rio de Contas, que fazem divisa com Brumado.